# Campeonato Europeo de Hockey sobre Hierba Femenino de 2005
El VII Campeonato Europeo de Hockey sobre Hierba Femenino se celebró en Dublín (Irlanda), entre el 14 y el 20 de agosto de 2005, bajo la organización de la Federación Europea de Hockey (EHF) y la Federación Irlandesa de Hockey.

## Grupos
| Grupo A      | Grupo B    |
| ------------ | ---------- |
| España       | Alemania   |
| Francia      | Escocia    |
| Irlanda      | Inglaterra |
| Países Bajos | Ucrania    |

## Fase preliminar

### Grupo A
| Equipo       | J | G | E | P | GF | GC | DG  | PTS |
| ------------ | - | - | - | - | -- | -- | --- | --- |
| Países Bajos | 3 | 3 | 0 | 0 | 12 | 0  | +12 | 9   |
| España       | 3 | 1 | 1 | 0 | 6  | 3  | +3  | 4   |
| Irlanda      | 3 | 1 | 1 | 0 | 1  | 4  | -3  | 4   |
| Francia      | 3 | 0 | 0 | 3 | 0  | 12 | -12 | 0   |

- Encuentros disputados

| Fecha | Hora¹ | Partido      | Partido | Partido | Resultado |
| ----- | ----- | ------------ | ------- | ------- | --------- |
| 14.08 | 15:45 | Países Bajos | -       | España  | 3 - 0     |
| 14.08 | 17:45 | Irlanda      | -       | Francia | 1 - 0     |
| 16.08 | 17:00 | Países Bajos | -       | Francia | 5 - 0     |
| 16.08 | 19:00 | Irlanda      | -       | España  | 0 - 0     |
| 17.08 | 17:00 | España       | -       | Francia | 6 - 0     |
| 17.08 | 19:00 | Países Bajos | -       | Irlanda | 4 - 0     |

- (¹) -  Hora local de Dublín (UTC+1)

### Grupo B
| Equipo     | J | G | E | P | GF | GC | DG  | PTS |
| ---------- | - | - | - | - | -- | -- | --- | --- |
| Alemania   | 3 | 3 | 0 | 0 | 13 | 0  | +13 | 9   |
| Inglaterra | 3 | 2 | 0 | 1 | 8  | 2  | +6  | 6   |
| Ucrania    | 3 | 0 | 1 | 2 | 1  | 9  | -8  | 1   |
| Escocia    | 3 | 0 | 1 | 2 | 2  | 13 | -11 | 1   |

- Encuentros disputados

| Fecha | Hora¹ | Partido    | Partido | Partido    | Resultado |
| ----- | ----- | ---------- | ------- | ---------- | --------- |
| 14.08 | 11:45 | Alemania   | -       | Escocia    | 8 - 0     |
| 14.08 | 13:45 | Inglaterra | -       | Ucrania    | 4 - 0     |
| 15.08 | 16:00 | Escocia    | -       | Inglaterra | 1 - 4     |
| 15.08 | 18:00 | Alemania   | -       | Ucrania    | 4 - 0     |
| 17.08 | 13:00 | Escocia    | -       | Ucrania    | 1 - 1     |
| 17.08 | 15:00 | Inglaterra | -       | Alemania   | 0 - 1     |

- (¹) -  Hora local de Dublín (UTC+1)

## Fase final
|  | Semifinales               | Semifinales               |   |                           | Final                     | Final |  |
|  |                           |                           |   |                           |                           |       |  |
|  |                           |                           |   |                           |                           |       |  |
|  | 19 / 8 / 2005 - 14:30 h.¹ |                           |   |                           |                           |       |  |
|  | Países Bajos              | 2                         |   |                           |                           |       |  |
|  | Inglaterra                | 0                         |   |                           |                           |       |  |
|  |                           |                           |   |                           |                           |       |  |
|  |                           |                           |   |                           | 20 / 8 / 2005 - 17:30 h.¹ |       |  |
|  |                           |                           |   |                           | Países Bajos              | 2     |  |
|  |                           | Alemania                  | 1 |                           |                           |       |  |
|  |                           |                           |   |                           |                           |       |  |
|  |                           |                           |   |                           |                           |       |  |
|  |                           |                           |   |                           | Tercer lugar              |       |  |
|  | 19 / 8 / 2005 - 17:00 h.¹ | 19 / 8 / 2005 - 17:00 h.¹ |   | 20 / 8 / 2005 - 15:00 h.¹ | 20 / 8 / 2005 - 15:00 h.¹ |       |  |
|  | Alemania                  | 2                         |   | Inglaterra                | 4                         |       |  |
|  | España                    | 1                         |   |                           | España                    | 0     |  |

- (¹) -  Hora local de Dublín (UTC+1)

## Medallero
|              |          |            |
| Países Bajos | Alemania | Inglaterra |

### Clasificación general
| 1. Países Bajos |
| 2. Alemania     |
| 3. Inglaterra   |
| 4. España       |
| 5. Irlanda      |
| 6. Ucrania      |
| 7. Escocia      |
| 8. Francia      |